# 彼得·亚基尔
彼得·约诺维奇·亚基尔（俄语：Пётр Ио́нович Яки́р，1923年1月20日—1982年11月14日），苏联的历史学家，人权运动者。父亲为苏联军事领导人、大清洗受害者约纳·埃马努伊洛维奇·亚基尔，勃列日涅夫时期与其它持不同政见者批评当局复辟斯大林主义的倒退政策，遭到抓捕并被流放。1974年被特赦返回莫斯科，从此不再参与社会运动，酗酒度日。

## 作品
- 《Командарм Якир. Воспоминания друзей и соратников.》（1963年）
- 《Детство в тюрьме: мемуары Петра Якира》（1972年）